# Samsung Electronics Vietnam
Samsung Electronics Vietnam (SEV) — вьетнамское подразделение южнокорейской корпорации Samsung Electronics, по состоянию на 2014 год — вторая по величине компания Вьетнама, крупнейший иностранный инвестор в экономику Вьетнама (свыше 11 млрд долл.) и самая быстрорастущая компания страны. Штаб-квартира и основные производственные мощности Samsung Electronics Vietnam расположены в провинции Бакнинь. Другие фабрики по производству электроники расположены в провинции Тхайнгуен и городе Хошимине, исследовательские центры — в Ханое и Хошимине.
Предприятия Samsung Electronics Vietnam производят мобильные телефоны (в том числе Galaxy S4), планшеты (в том числе Galaxy Tab), телевизоры, принтеры, холодильники, кондиционеры, стиральные машины и электронные компоненты. По состоянию на конец 2014 года около 35 % мобильных телефонов Samsung, поставляемых на мировой рынок, были произведены на фабриках компании во Вьетнаме. Кроме производства электроники группа Samsung инвестирует значительные средства в энергетику (провинция Хатинь), судостроение (провинция Кханьхоа) и аэропорты Вьетнама.

## История
Компания Samsung Electronics Vietnam основана в 2008 году, в апреле 2009 года начал выпуск продукции завод в провинции Бакнинь. В 2013 году Samsung Electronics Vietnam экспортировала телефонов и запчастей на 23,9 млрд долл., что составило 18 % всего экспорта Вьетнама. К 2014 году в стране работало пять заводов Samsung Electronics. В марте 2014 года компания открыла второй завод по производству смартфонов в провинции Тхайнгуен.    